# Fulica newtonii
Espèce
Statut de conservation UICN

 EX  : Éteint
Fulica newtonii, synonyme Fulica newtoni, est une espèce d'oiseau gruiforme de la famille des Rallidés autrefois endémique des Mascareignes et aujourd'hui disparu.
À La Réunion, son existence est attestée par de nombreux récits de voyageurs et par les découvertes d'os plus récentes. Le dernier récit qui le mentionne en cette île est celui de Dubois en 1672.
On ne peut que supposer que l'oiseau se rencontrait également à l'île Maurice en se basant sur les descriptions faites par les témoins de « poules d'eau » similaires. François Leguat est le dernier à en parler en 1693.
Même si sa chair était visiblement désagréable au palais, on pense que c'est la chasse qui est à l'origine de la disparition de cet oiseau qui habitait les étangs littoraux.

## Informations complémentaires
- Faune endémique des Mascareignes.
- Liste des espèces d'oiseaux disparues.